# Panelas
Panelas este un oraș în Pernambuco (PE), Brazilia.